# Almada
Pour les articles homonymes, voir Almada (homonymie).
Almada est une municipalité portugaise du district de Setúbal, située au sud de l'estuaire du Tage face à Lisbonne.
Avec une aire urbaine de 14 km² et 88 200 habitants en 2021, soit une densité de 6 300 habitants/km², Almada est la dixième ville du pays. 
La commune d'Almada a une superficie de 70 km² et 177 000 habitants en 2021, soit une densité de 2 525 habitants/km². Elle inclut la station balnéaire de Costa da Caparica.
Apparue à l'époque de la domination musulmane sur la péninsule Ibérique, la ville est reconquise par les chrétiens en 1147, la même année que Lisbonne, et reçoit une charte municipale en 1190. 
C'est sur le territoire d'Almada que se dresse la statue du Christ-Roi qui domine le Tage et le pont du 25-Avril.

## Géographie

### Situation
Almada est limitrophe:
- au nord et au nord-est, du Tage, qui la sépare d'Oeiras et de Lisbonne,
- à l'est, de Seixal,
- au sud, de Sesimbra,
- à l'ouest, de l'océan Atlantique.

### Subdivisions
La municipalité d'Almada groupe 11 paroisses (freguesias):
1. Almada
2. Cacilhas
3. Caparica
4. Charneca da Caparica
5. Costa da Caparica
6. Cova da Piedade
7. Feijó
8. Laranjeiro
9. Pragal
10. Sobreda
11. Trafaria

### Relief et hydrographie
Almada est limitrophe du Tage, qui la sépare d'Oeiras et de Lisbonne, ainsi que de océan Atlantique.

### Communications
La commune est traversée par l'autoroute A2, qui relie Lisbonne à Setúbal et traverse le Tage sur le pont du 25-Avril. 
Elle est aussi desservie par les autoroutes A33 (Almada-Alcochete) et A38 (Caparica-Almada), prolongée par la route N10 (Almada-Setúbal).

## Histoire

### Époque musulmane
À l'époque d'Al-Andalus, en arabe, l'endroit était appelé المعدن (Al-Madan, «la mine»), parce qu'on y exploitait le gisement d'or de l'Adiça. 
Le site d'Almada est aussi choisi pour la construction d'une forteresse sur un promontoire naturel, afin de surveiller et de défendre l'entrée du Tage, face à Lisbonne. Almada devient une des principales places fortes musulmanes au sud du Tage.
La population se consacre donc à la défense militaire, mais aussi à l'agriculture et à la pêche. 

### La période de la reconquête chrétienne (1147-1191)
- 1147: Conquête par l'armée d'Afonso Henriques de Portugal.
- 26 octobre 1186: Par une Charte, Sanche Ier confie la place aux Chevaliers de Saint-Jacques.
- 1190: Octroi d'une charte municipale aux habitants par Sanche Ier
- 1191: Invasion maure sous le commandement de Abu Yusuf Yaqub al-Mansur, à partir de Séville. L'armée musulmane prend Alcácer do Sal, marche sur Palmela et Almada, qui est abandonnée par les Chevaliers de Saint-Jacques. La ville est en grande partie détruite mais est reprise par les Chrétiens.

### Après 1191
Par la suite, la population se reconstitue lentement. La charte de 1190 reste en vigueur. 
Fernão Mendes Pinto, écrivain portugais, auteur de la Peregrinação y meurt en 1583.
Depuis 1973, Almada dispose du statut de ville.

## Démographie
| 1801   | 1849  | 1900   |
| ------ | ----- | ------ |
| 13 363 | 6 440 | 15 764 |

| 1930   | 1960   | 1981    |
| ------ | ------ | ------- |
| 23 694 | 70 968 | 147 690 |

| 1991    | 2001    | 2004    |
| ------- | ------- | ------- |
| 151 783 | 160 825 | 165 363 |

| 2011    | - | - |
| ------- | - | - |
| 174 030 | - | - |

## Personnalités

### Nées à Almada
- Jeanne de Portugal (1438-1475): fille du roi Édouard Ier et épouse du roi de Castille Henri IV
- Luís Figo (1972-): joueur de football, élu Ballon d'or 2000
- Rafael Leão (1999-): joueur de football
- Ricardo Horta (1994-) et André Horta (1996-): joueurs de football
- Silvestre Varela (1985-): joueur de football.

### Autres (groupes musicaux)
- Da Weasel: groupe de rap
- UHF: groupe de rock
- Xutos & Pontapés: groupe de rock

## Patrimoine
- Fort de São Sebastião da Caparica
- Sanctuaire du Christ-Roi d'Almada
- Pont du 25-Avril
- Almada Forum
- Costa da Caparica

## Galerie

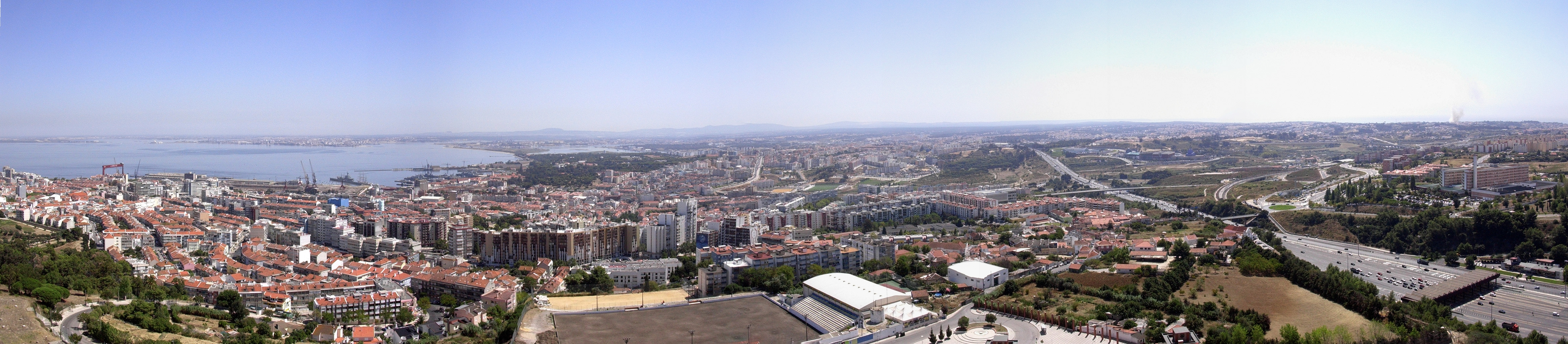
Vue panoramique d'Almada.
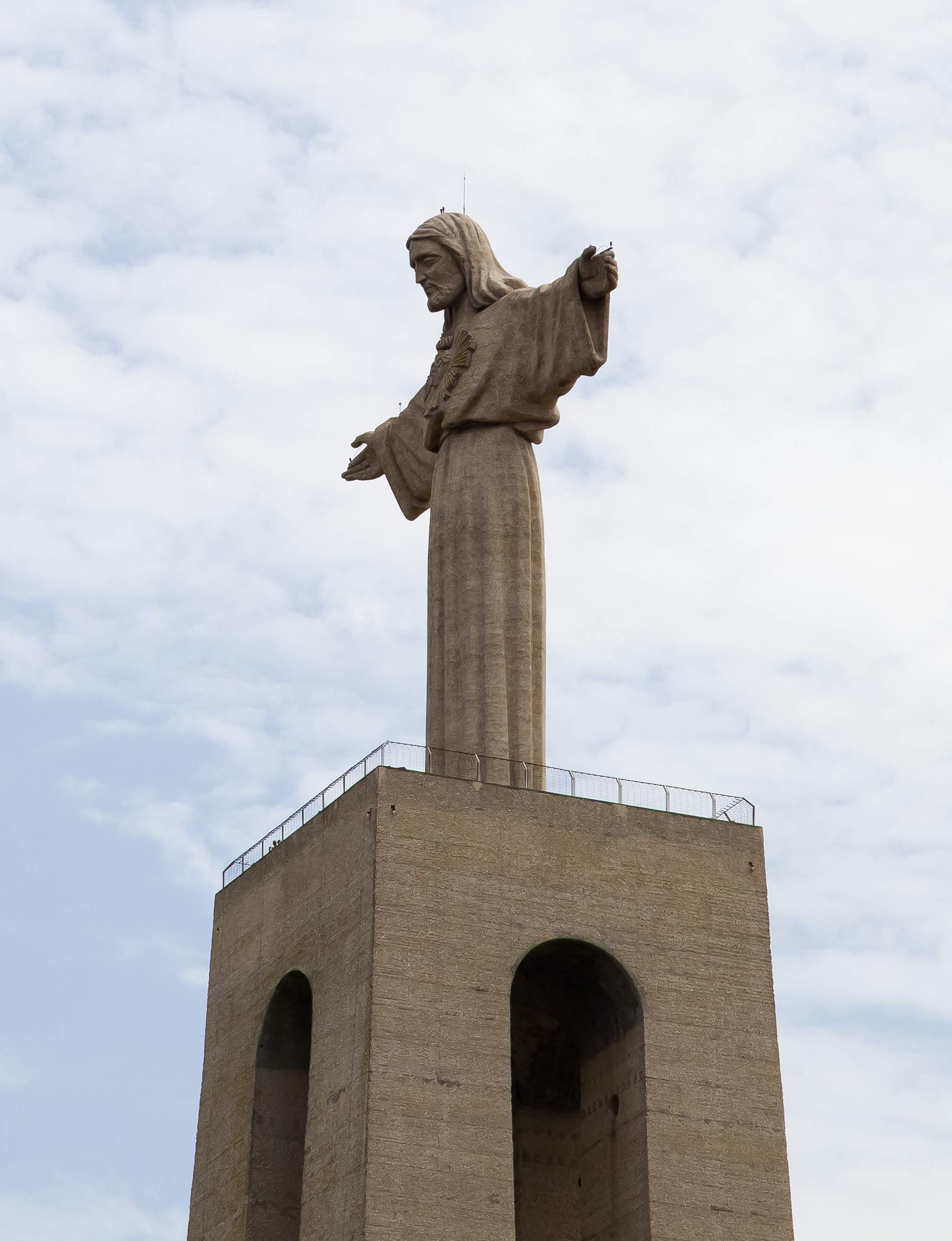
Le sanctuaire du Christ Roi en Almada.
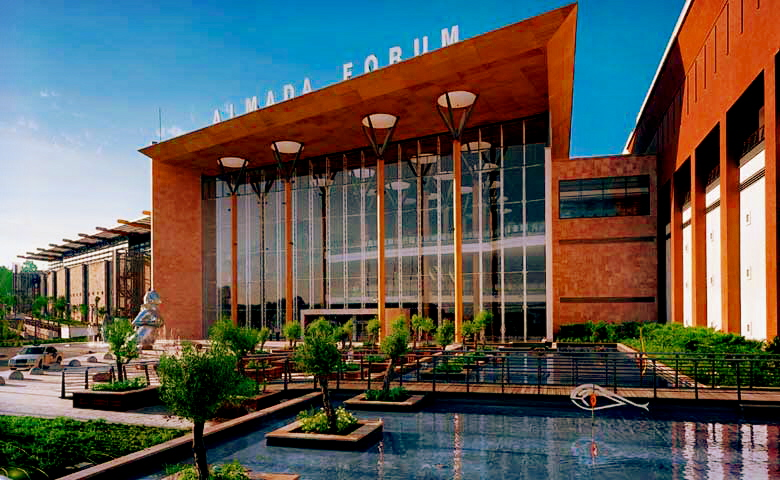
Almada Forum, centre commercial.